# Potrero (geomorfología)

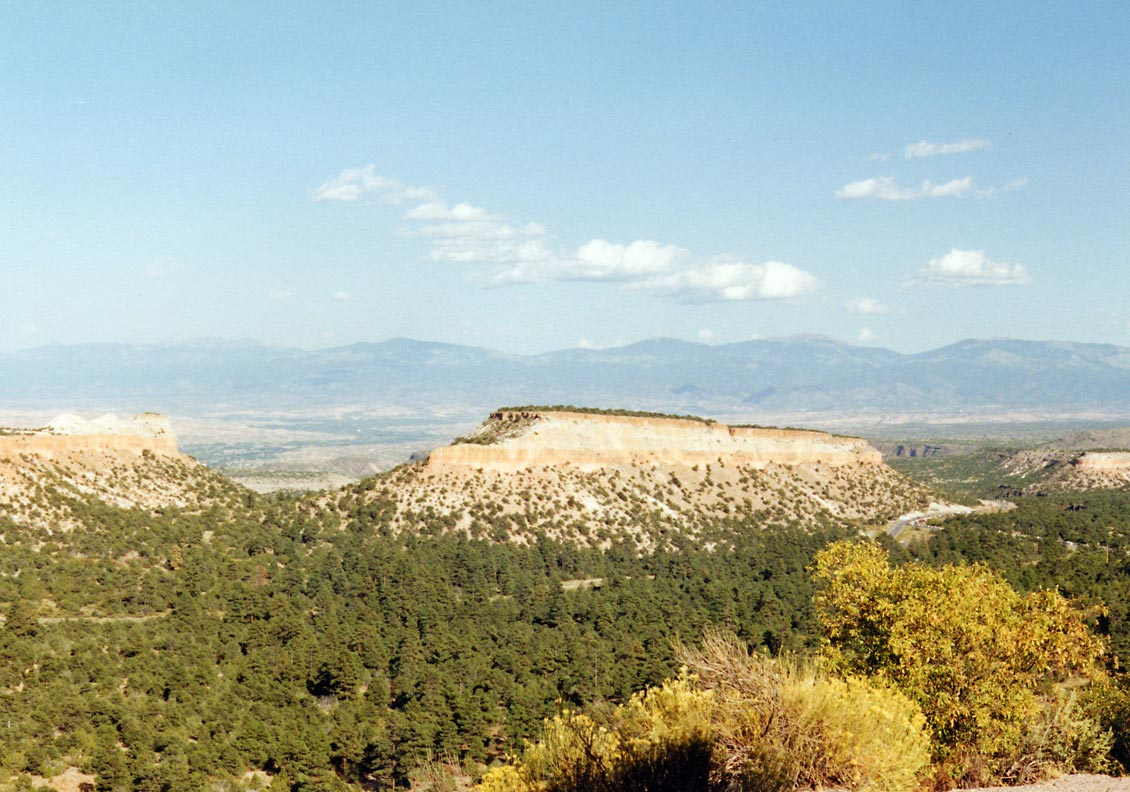
Una de las mesas de meseta Pajarito, en la que se ve un potrero.

Un potrero es una mesa larga que en un extremo asciende hacia terrenos más altos. Este accidente geográfico se da habitualmente en las laderas de una montaña, como parte de una meseta seccionada.
Préstamo del español, el término potrero es de uso corriente en el suroeste de Estados Unidos, donde a veces se traduce como «lengua de tierra» o «pieza cerrada de pasto». En español, sin embargo, su sentido como «lengua de la tierra» es arcaico, como también lo es referido a alguien que doma caballos jóvenes (potros) conservado en la cría de ganado (no de monta ni de tiro). En español, el sentido usual de potrero hoy se refiere a cualquier terreno (como un rancho, campo abierto, o pastos comunales) donde se guardan esos caballos.
En España, además, un potrero es una tierra comunal que, debido a la propiedad comunal, se encuentra en mal estado (ver tragedia de los comunes).
Ejemplos notables de potreros son algunas de las muchas mesas de la meseta Pajarito, cerca de Santa Fe, Nuevo México (Estados Unidos). Históricamente, estos potreros fueron utilizados como pastos de invierno para el ganado (caballos, ovejas y vacas) que fue expulsados hacia y desde los pastos de verano en los valles frondosos de hierba alta (llamados en EE. UU., valles, en español original) de Valles Caldera. Hoy día, estos potreros se utilizan de la misma manera por una gran manada de alces. Estos potreros son recintos naturales, con una única salida principal: la estrecha conexión a las tierras altas.